# Cladosporium gallicola
Cladosporium gallicola är en svampart som beskrevs av B. Sutton 1973. Cladosporium gallicola ingår i släktet Cladosporium och familjen Davidiellaceae.   Inga underarter finns listade i Catalogue of Life.